# Zhujiajiao
Zhujiajiao (în chineză: 朱家角; pinyin: Zhūjiājiǎo; literal: „Colțul Familiei Zhu”) este un oraș tradițional în cartierul Qingpu din Shanghai. Are aproximativ 60.000 de locuitori.
Zhujiajiao, un oraș al canalelor, se află la periferia Shanghai-ului. A fost înființat cu 1700 de ani în urmă, dar s-au găsit vestigii și cu vechime de 5000 de ani. 36 de poduri de piatră trec peste râurile și canalele orașului, de-alungul cărora s-au păstrat multe clădiri istorice. 

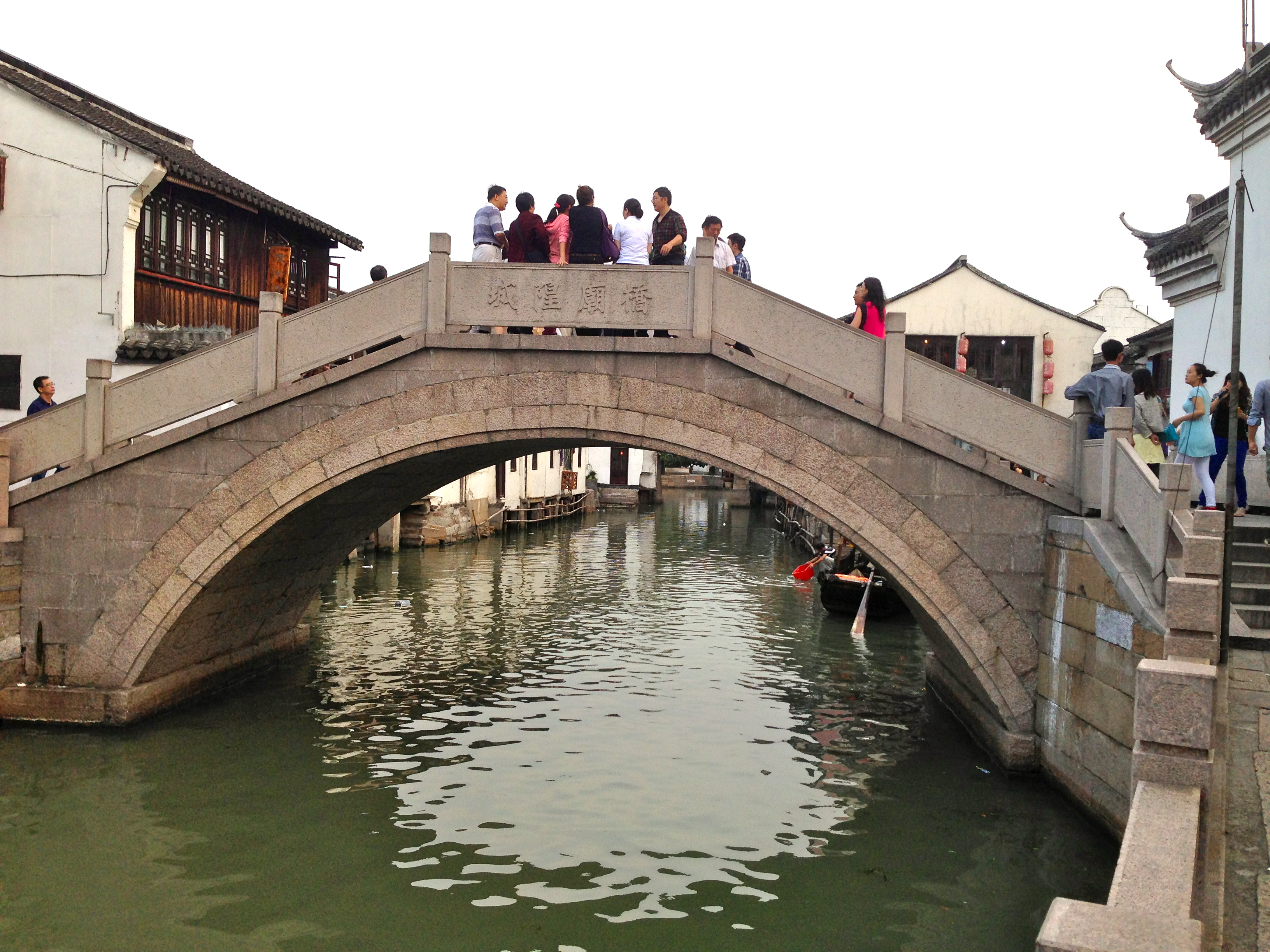
Pod de piatră în Zhujiajiao

## Atracții turistice
Localitatea a avut parte de prosperitate datorită industirei confecțiilor și a orezului. Azi putem admira clădirile rămase din vechime, precum magazinele de orez și cele de condimente, bănci, și un oficiu poștal din vremea dinastiei Qing. 
Zhujiajiao are multe puncte de importanță istorică, printre care Podul Fangsheng, Grădina Kezhi, și Templul Budist Yuanjin. 
Dezvoltarea excesivă recentă însă periclitează autenticitatea zonei, în special după 2012 când s-a transformat piața poporului în magazine, și au loc construcții masive ale complexelor de cumpărături și amuzament în, și în jurul orașului vechi.

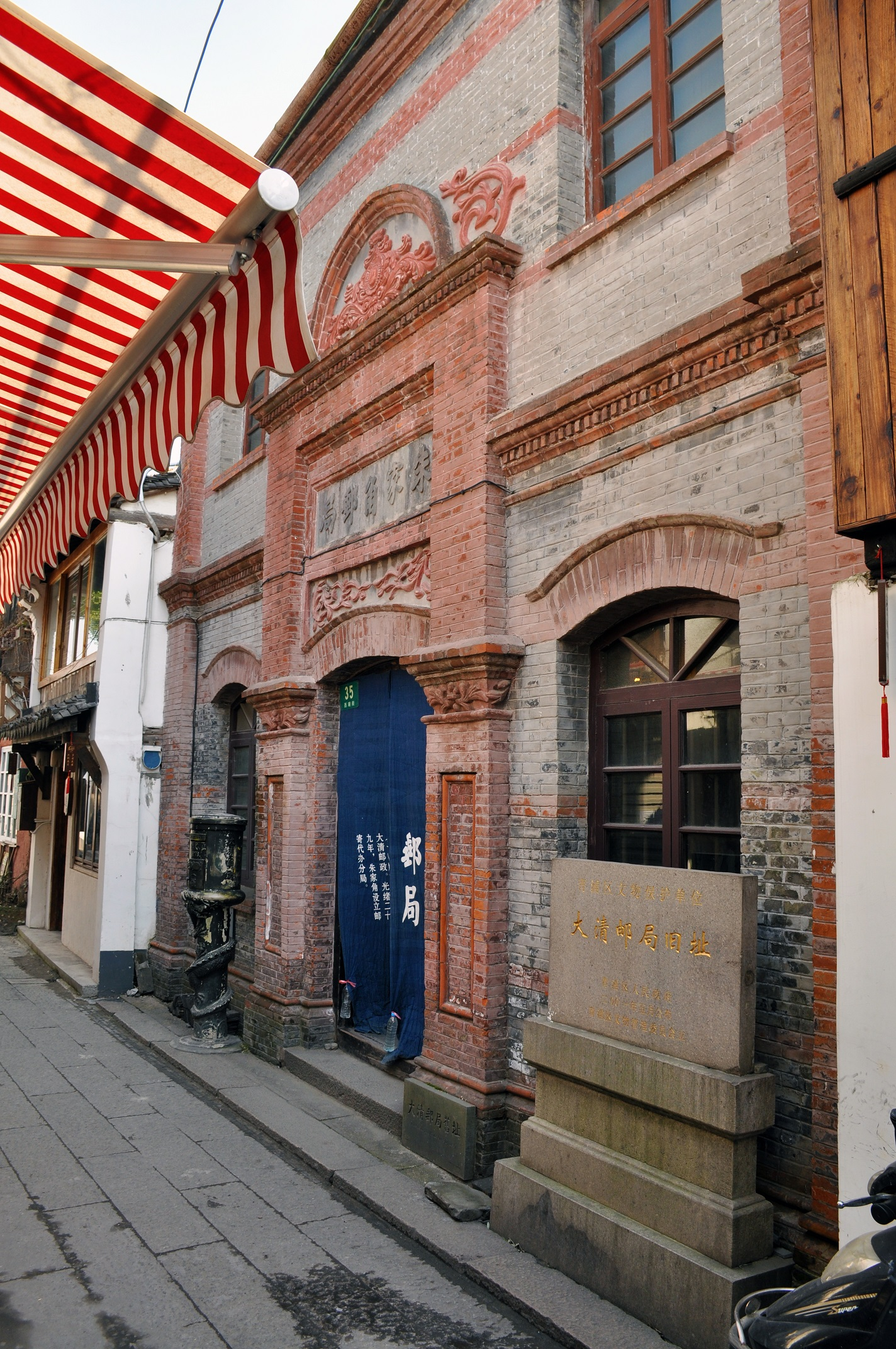
Oficiul poștal din vremea Dinastiei Qing
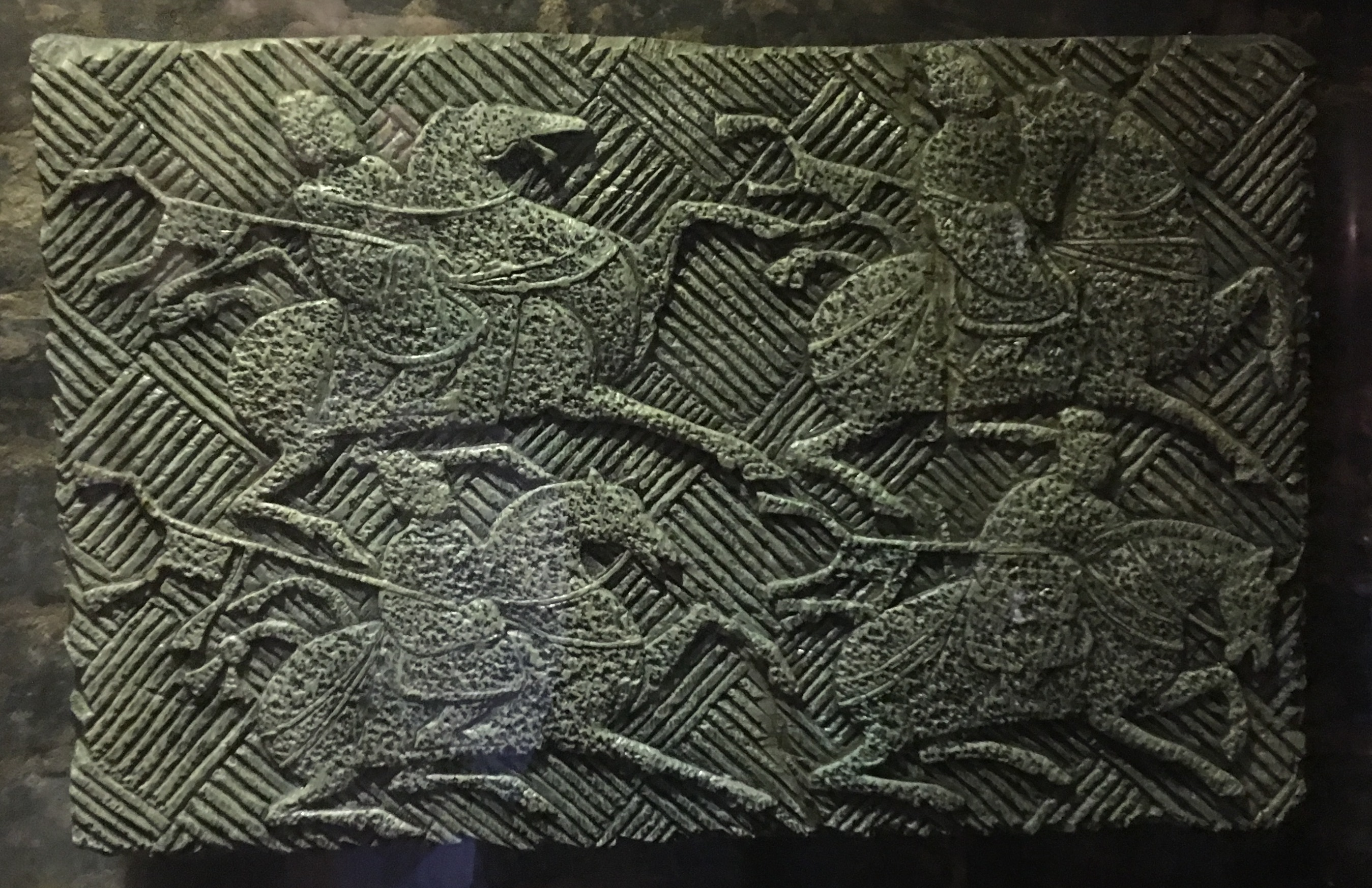
Curieri din timpul dinastiei Han, (Oficiul poștal)
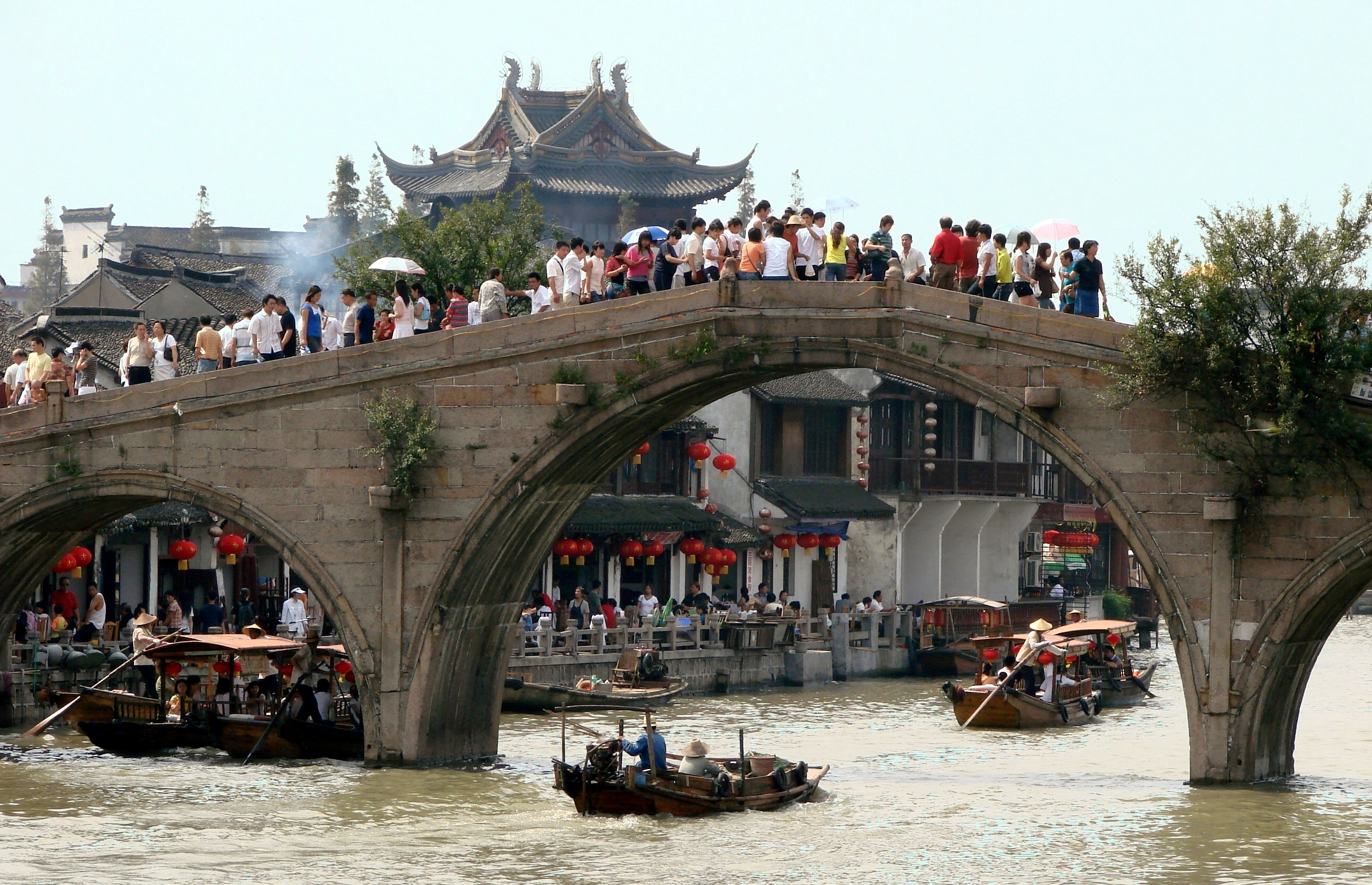
Podul Fagsheng
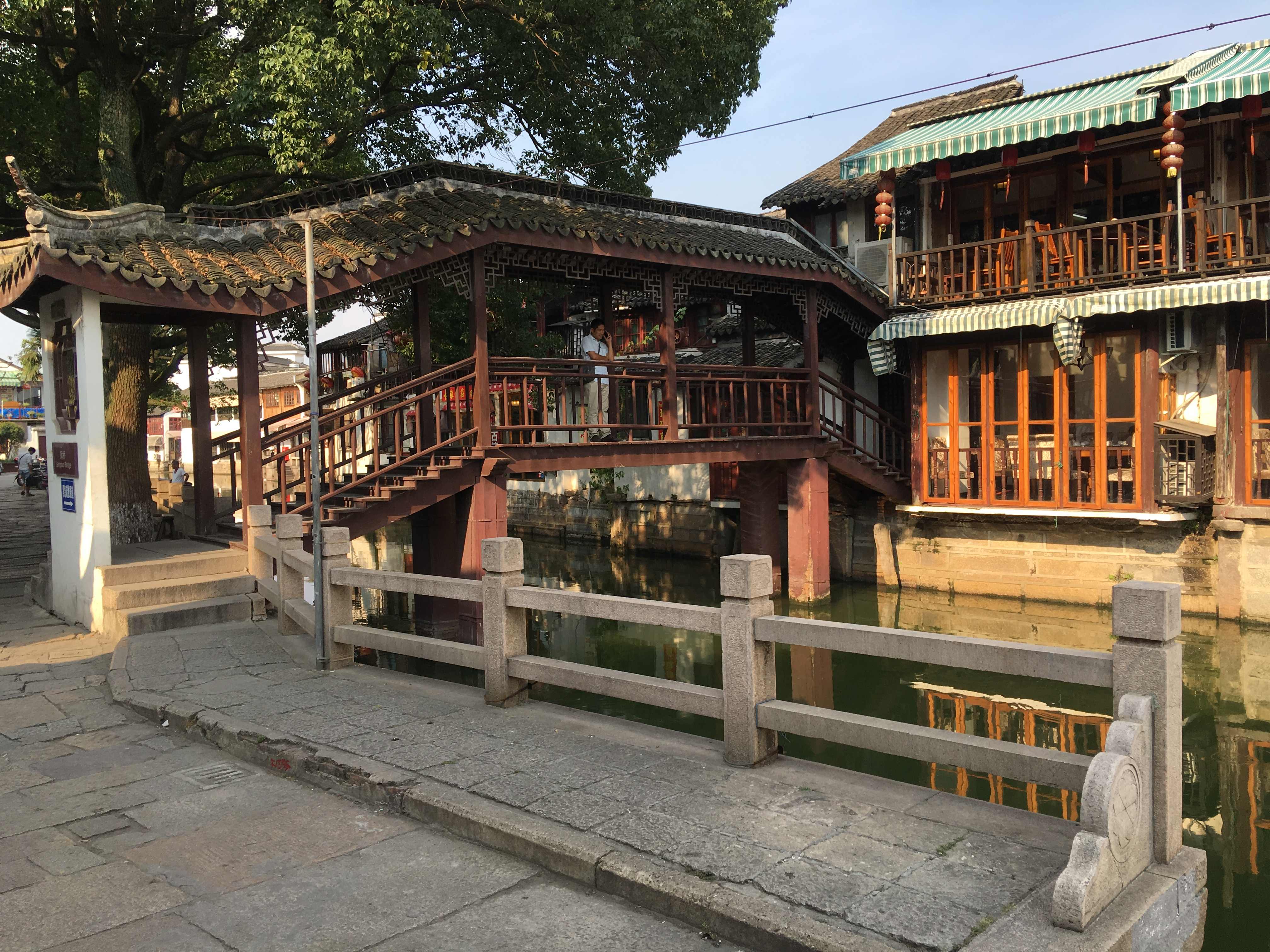
Podul Lang
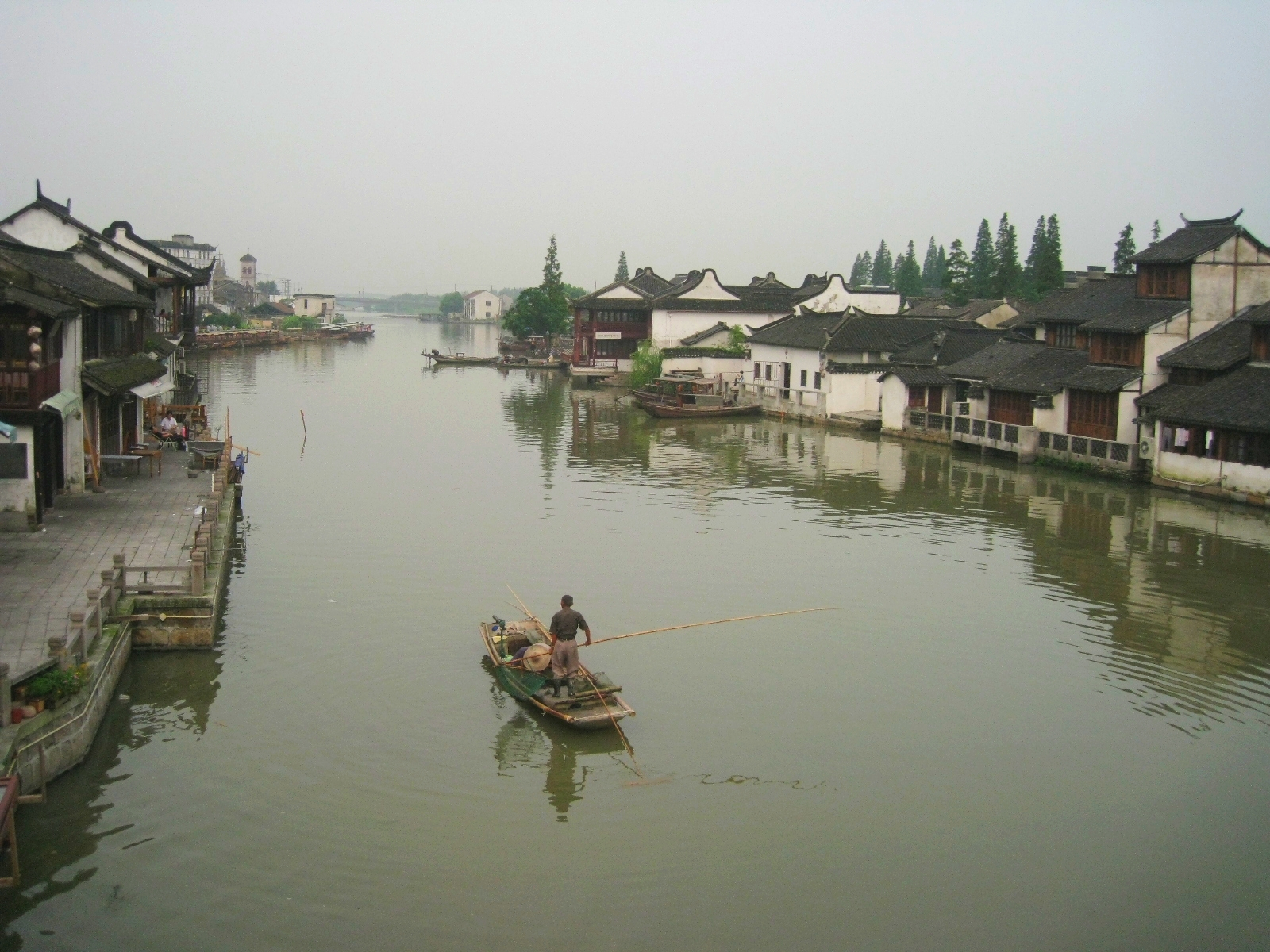
Râul Dianpu
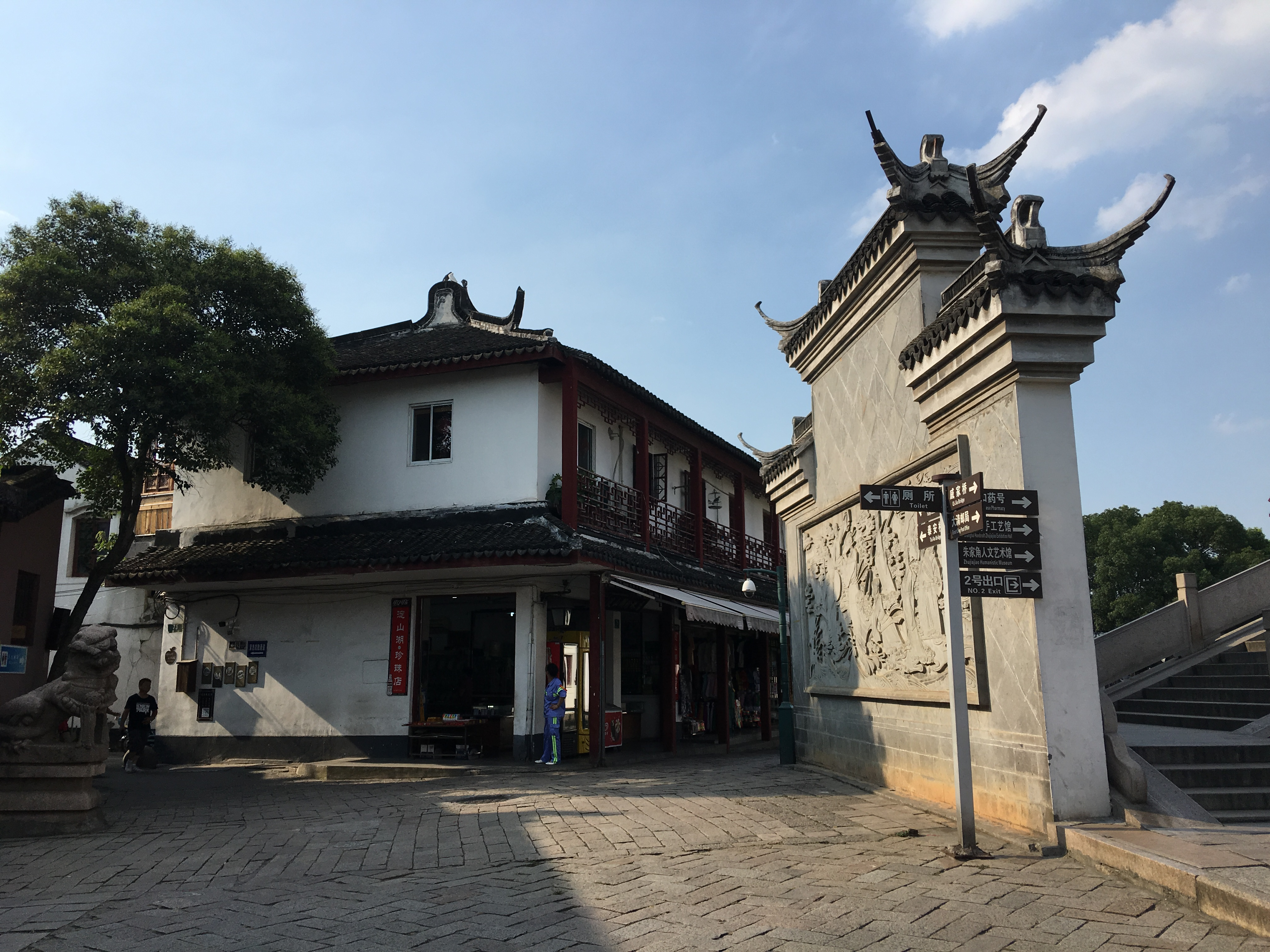
Strada Caohe

## Gastronomie
Orașul este renumit și pentru bunătăți locale, mai ales specialități din soia verde, Zarou și rădăcini de lotus.

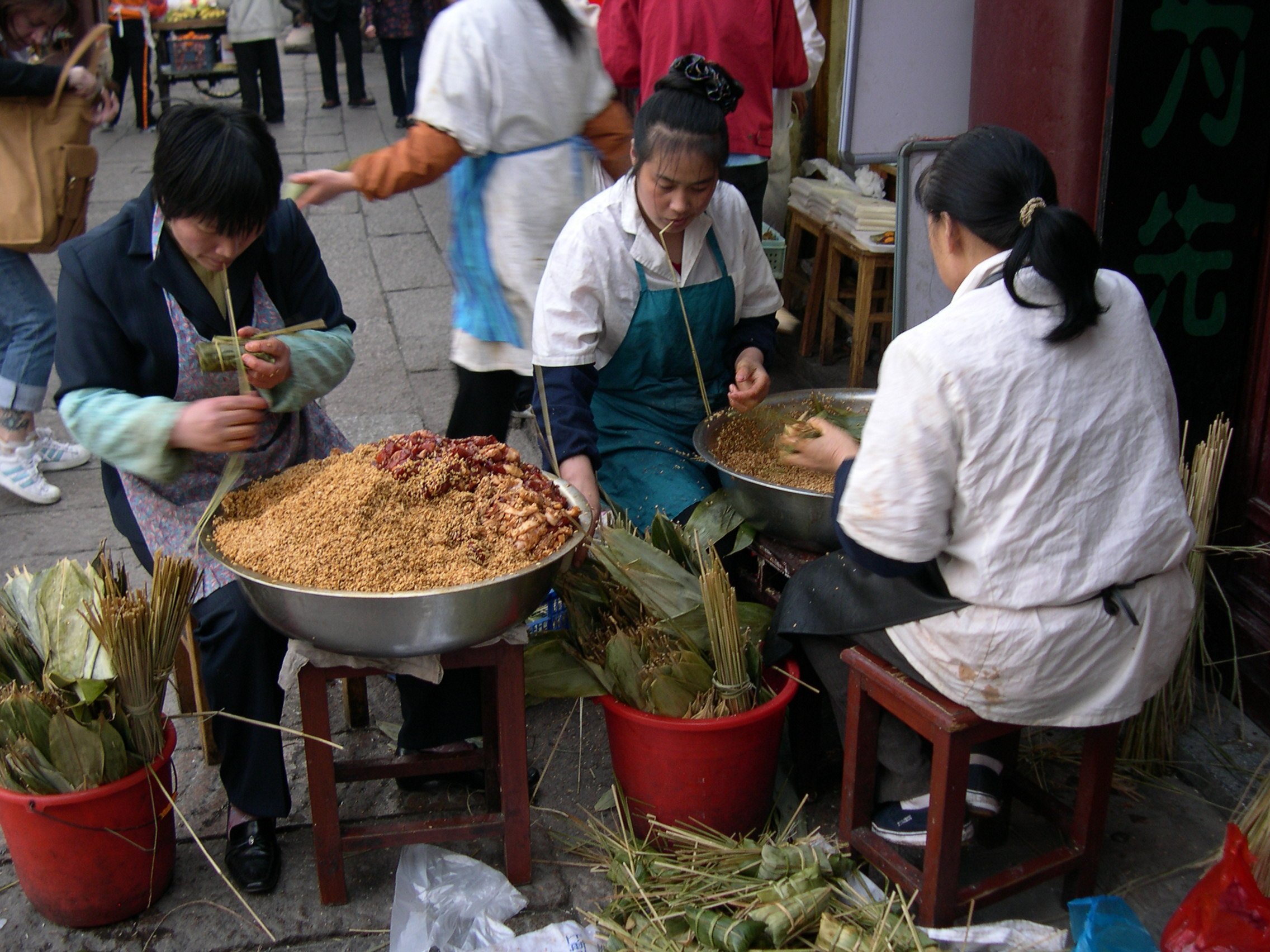
Femei prepară o specialitate locală din orez și bambus
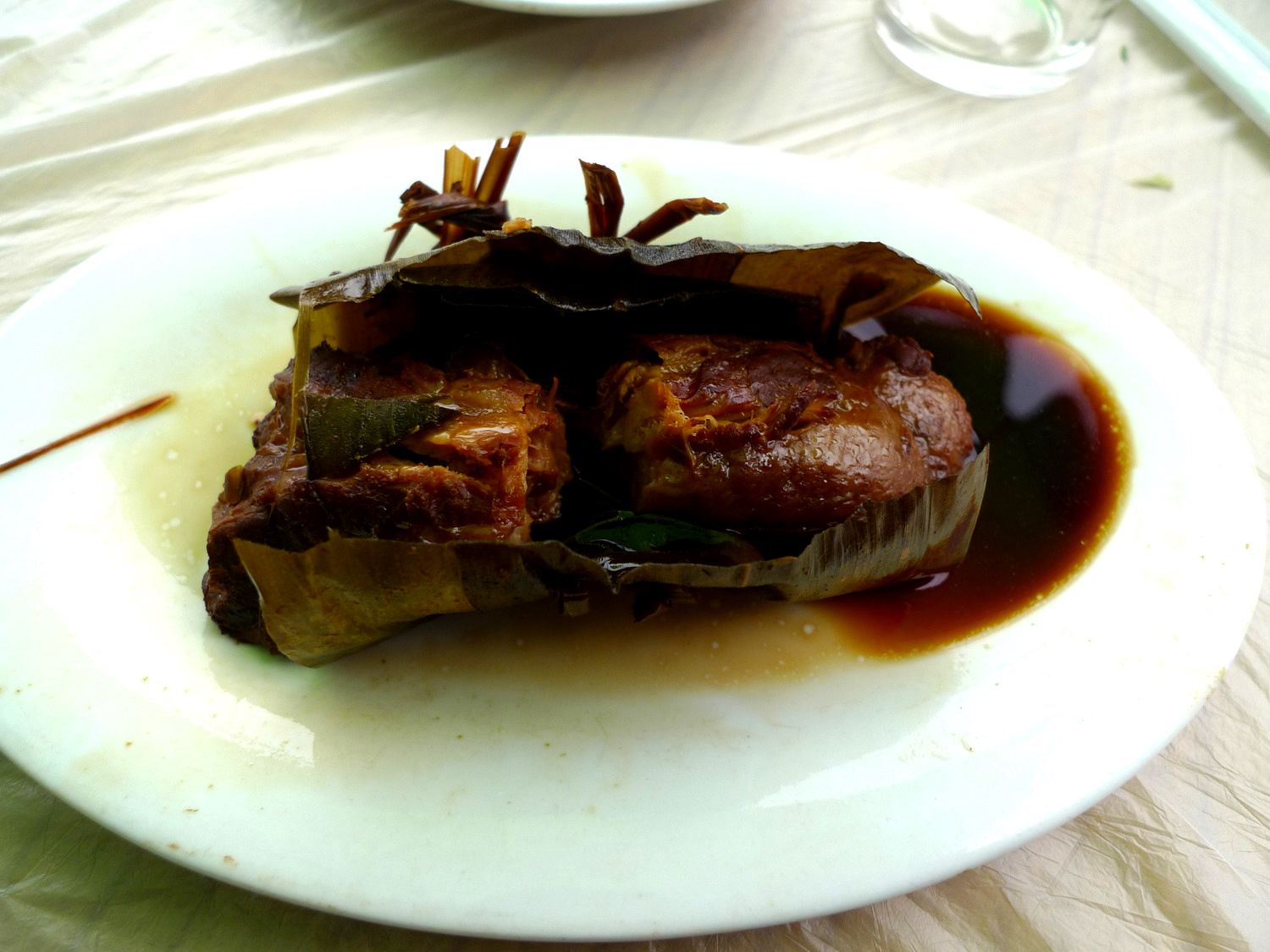
Carne de porc pe aburi cu foi de lotus
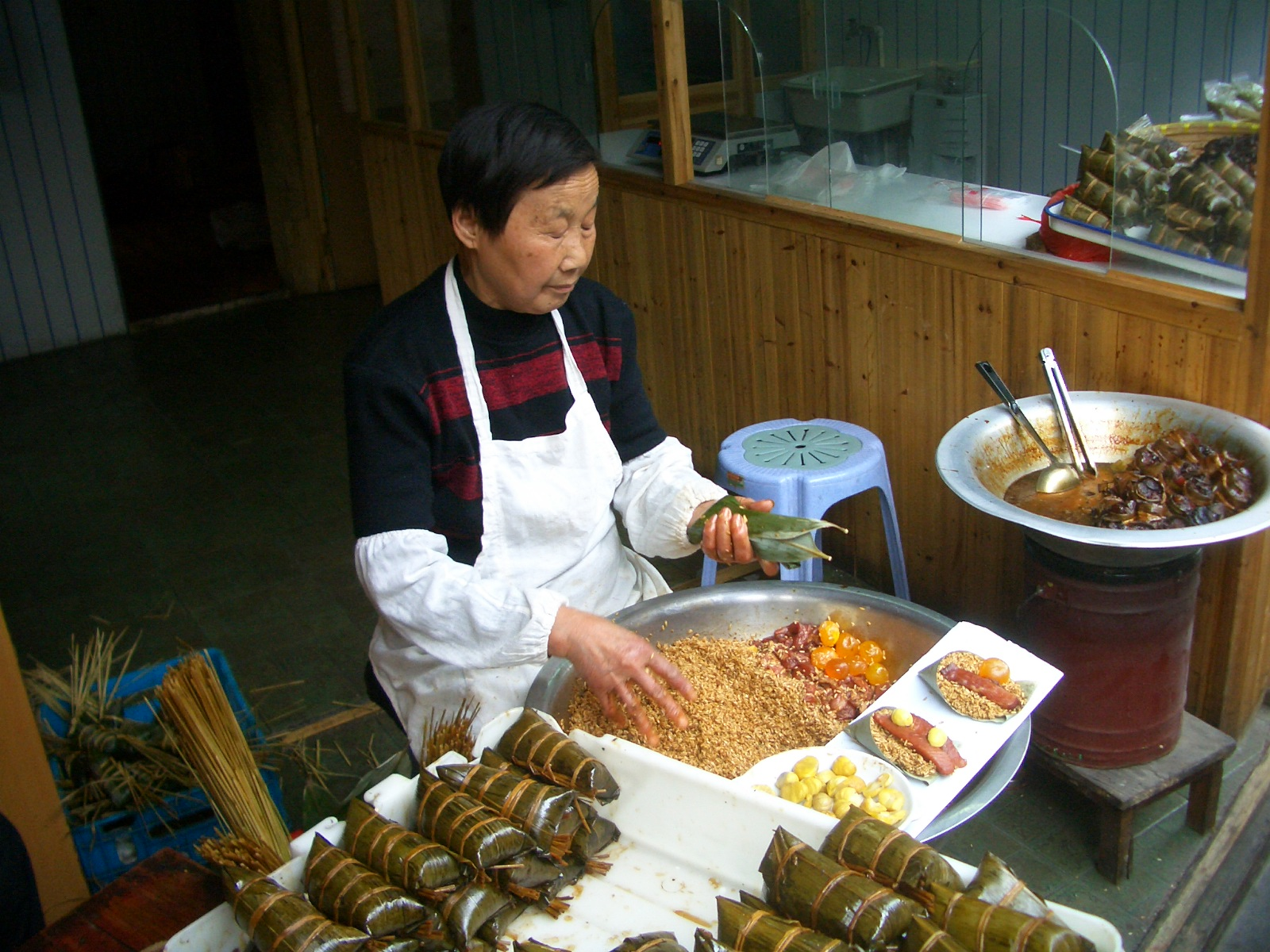
Specialitate chinezească "zongzi"

## Transport
Datorită sistemului de canale dezvoltat de-alungul timpului, mare parte a transportului se face pe bărci. Zhujiajiao se poate accesa prin mersul pe jos de la stația Zhujiajiao pe linia 17 a metroului Shanghai.

## Galerie

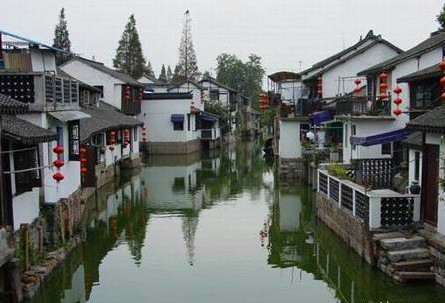
Canal în Zhujiajiao
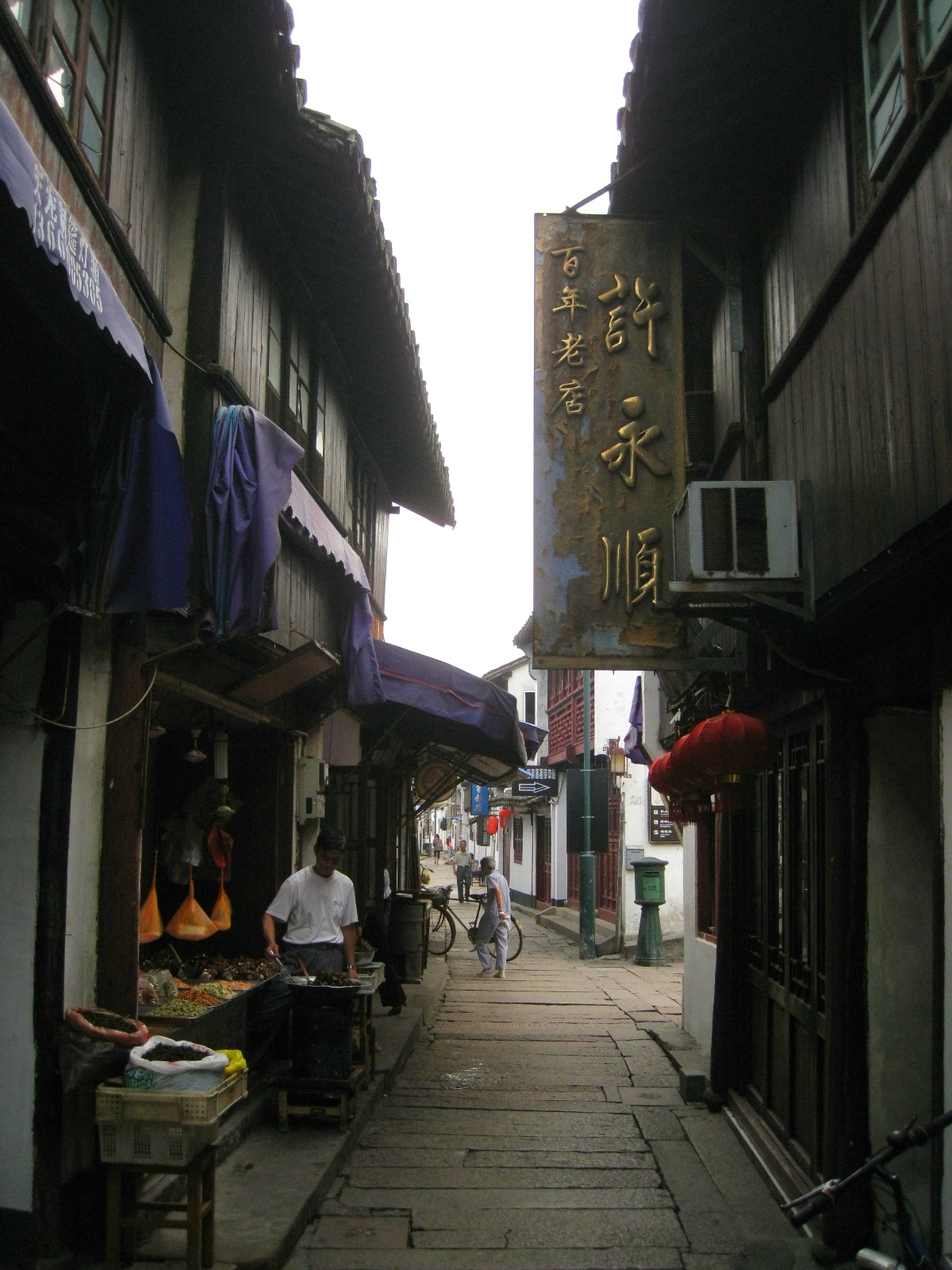
Stradă în Zhujiajiao
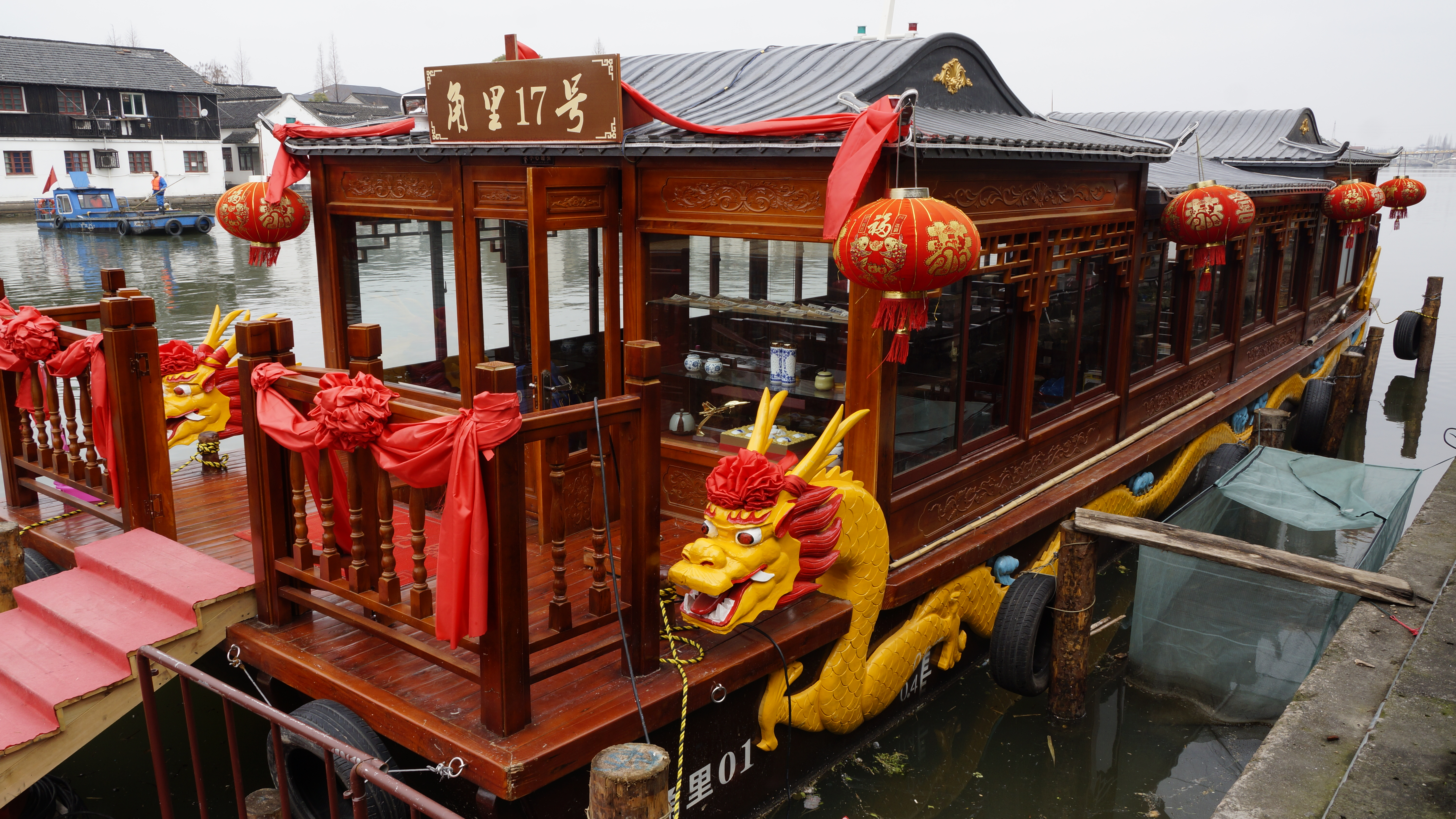
Barcă cu dragoni
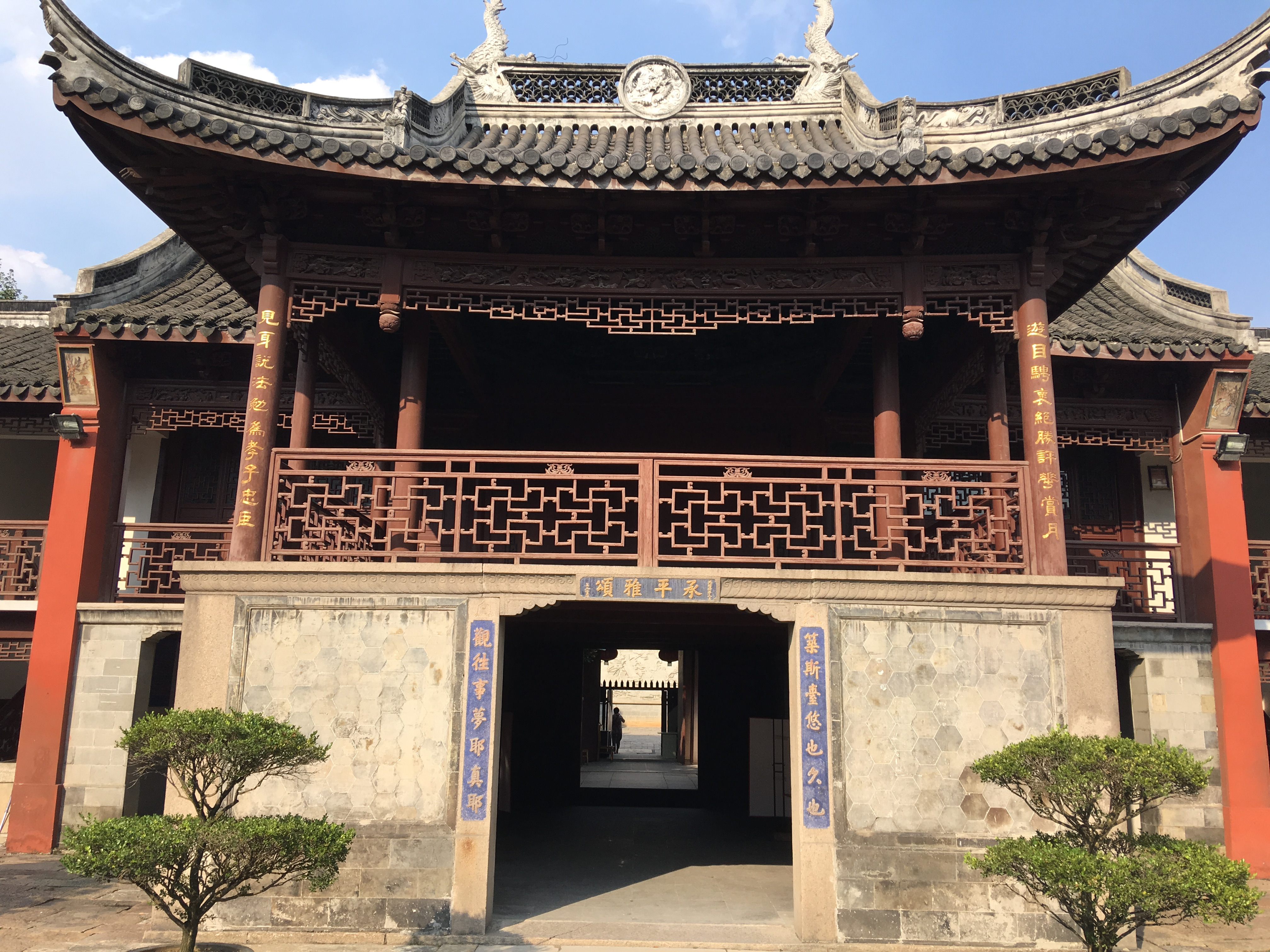
Templul Zeilor Orașului
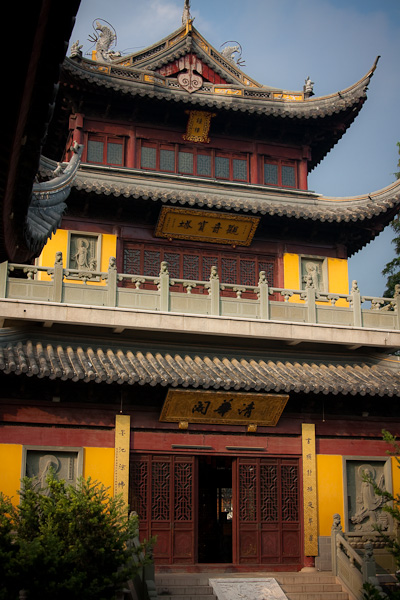
Templul Yuanjin
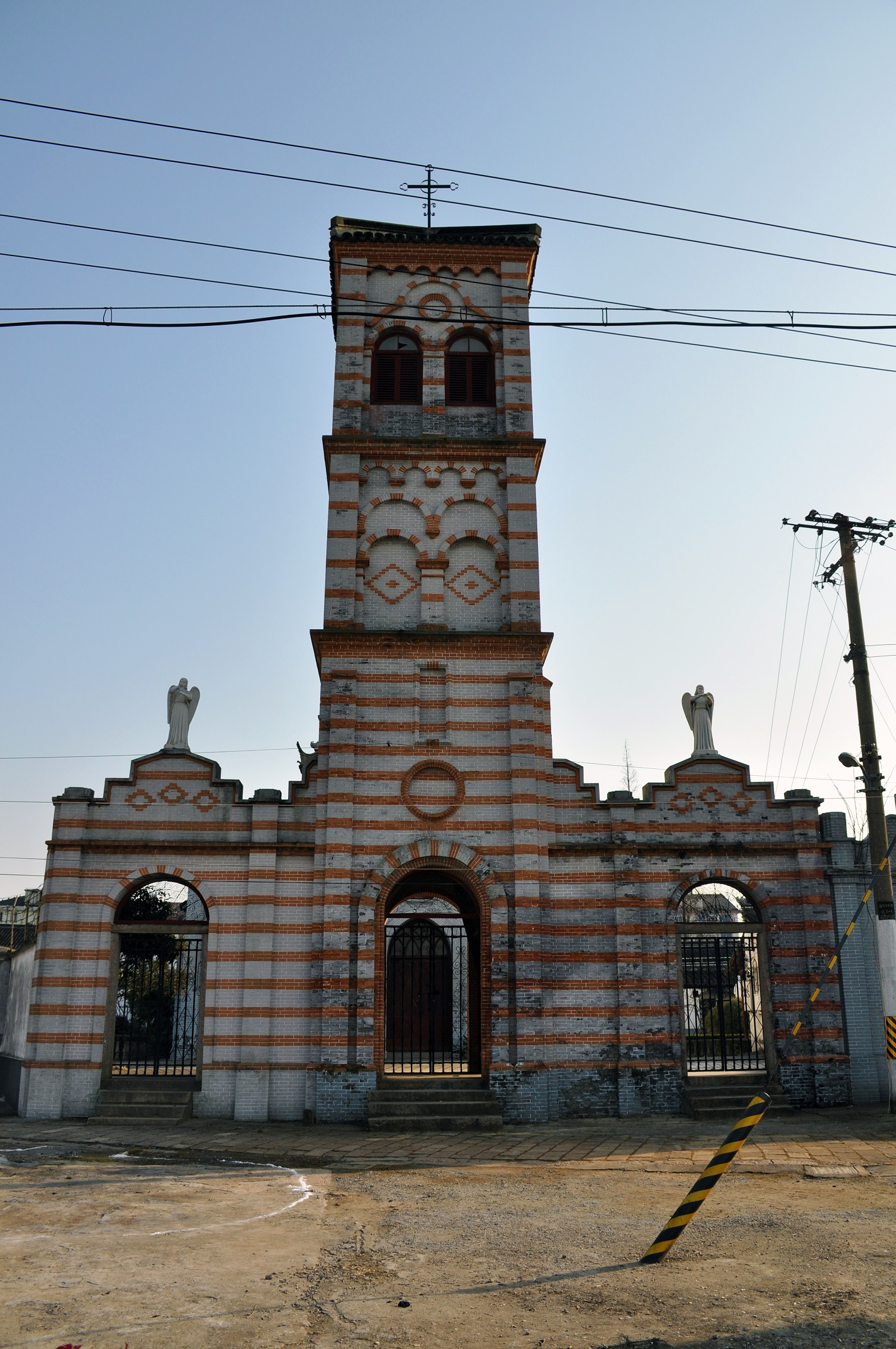
Biserica catolică